# Chionaema marshalli
Chionaema marshalli là một loài bướm đêm thuộc phân họ Arctiinae, họ Erebidae.